# منتخب الفلبين لكأس فيد
منتخب الفلبين لكأس فيد (بالإنجليزية: Philippines Fed Cup team)‏ هو ممثل الفلبين الرسمي في كرة المضرب في كأس فيد.